# Кожемяки (Херсонская область)
Кожемяки (укр. Кожум'яки) — село в Верхнерогачикской поселковой общине Каховского района Херсонской области Украины.
Население по переписи 2001 года составляло 123 человека. Почтовый индекс — 74431. Телефонный код — 5545. Код КОАТУУ — 6521586003.

## Местный совет
74431, Херсонская обл., Верхнерогачикский р-н, с. Чистополье, ул. Ленина, 2